# コゲツ産業
コゲツ産業株式会社（コゲツさんぎょう）は、福岡県北九州市小倉北区に本社を置く、加工食品を主な取扱商品とした商社（卸売企業）である。

## 概要
湖月堂を母体として発足した企業で、加工食品（乳製品、調味料、嗜好品、瓶・缶詰、チルド食品、塩干、水産加工品）や酒類などを取り扱い、スーパーやディスカウントストア、ドラッグストアなど、九州をはじめ西日本地域に取引先を持つ。

## 沿革
- 1895年（明治28年）- 小野順一郎が福岡県小倉市（現・北九州市小倉北区）にて菓子製造販売業を開始。
- 1918年（大正7年）- 合名会社湖月堂商店を設立。食料品・酒類および食器類の卸小売業を併せ行う。
- 1958年（昭和33年）- 小倉市浅野町（現・小倉北区浅野）に本社社屋を新築移転。同時に食料卸部門が独立した部門となる。
- 1961年（昭和36年）- 株式会社湖月堂を設立。
- 1973年（昭和48年） - 現在地に本社社屋を新築移転し、同時に食料品卸部門を分離独立し、コゲツ産業株式会社を設立。

## 営業拠点
- 北九州支店 - 福岡県北九州市小倉北区
  - 赤坂酒類センター - 福岡県北九州市小倉北区
  - 直方ドライセンター - 福岡県直方市
  - 関西ドライセンター - 大阪府八尾市
  - 静岡ドライセンター - 静岡県榛原郡吉田町
  - チルド業務センター - 福岡県北九州市小倉北区
  - 吉田フローズンセンター - 福岡県北九州市小倉南区
  - 赤坂フローズンセンター - 福岡県北九州市小倉北区
  - 直方チルドセンター - 福岡県直方市
  - 高松フローズンセンター - 香川県高松市
  - 広島フローズンセンター - 広島県広島市南区
  - 山口チルドセンター - 山口県下関市
  - 小竹フローズンセンター - 福岡県鞍手郡小竹町
- 大分支店 - 大分県大分市
- 福岡支店 - 福岡市東区
  - 鳥栖ドライセンター - 佐賀県鳥栖市
  - 鳥栖物流センター - 佐賀県鳥栖市
  - 鳥栖フローズンセンター - 佐賀県鳥栖市
  - 鳥栖チルドセンター - 佐賀県鳥栖市
  - 長崎フローズンセンター - 長崎県諫早市
  - 長崎チルドセンター - 長崎県諫早市
  - 宇美ドライセンター - 福岡県粕屋郡宇美町
  - 岡山ドライセンター - 岡山県都窪郡早島町
  - 岡山チルドセンター - 岡山県倉敷市
  - 鳥取チルドセンター - 鳥取県米子市
  - 香川チルドセンター - 香川県高松市
  - 高松フローズンチルドセンター - 香川県高松市
  - 愛媛ドライセンター - 愛媛県四国中央市
  - 愛媛チルドセンター - 愛媛県東温市
  - 沖縄ドライセンター - 沖縄県糸満市
  - 沖縄チルドセンター - 沖縄県糸満市
  - 新潟チルドセンター - 新潟県長岡市
  - 群馬チルドセンター - 群馬県前橋市
  - 小牧物流センター - 愛知県小牧市
  - 大阪南港物流センター - 大阪府大阪市住之江区
- 熊本支店 - 熊本県上益城郡御船町
- 宮崎支店 - 宮崎県宮崎市
- 出雲営業所 - 島根県出雲市

## 関連会社
- 湖月堂